# هماتوپودین بی
هماتوپودین بی(به انگلیسی: Haematopodin B) یک ترکیب شیمیایی است که در گونه ای از قارچ به نام کلاه‌پارچه‌ای شرابی یافت می شود.  این ماده تحت تاثیر هوا و نور به هماتوپودین تجزیه می شود. 